# Стефан (Корзун)
Архиепи́скоп Стефа́н (в миру Игорь Петрович Корзун; 25 марта 1944, деревня Корзуны, Червенский район, Минская область, Белоруссия — 22 апреля 2022) — архиерей Русской православной церкви. Архиепископ Пинский и Лунинецкий (1990—2022).

## Биография
Родился 25 марта 1944 года в деревне Корзуны Червенского района Минской области Белоруссии в крестьянской семье.
В 1962 году окончил сельскохозяйственный техникум. В 1963—1966 годы служил в рядах Советской армии, затем работал агрономом.
В 1975 году окончил Московскую духовную семинарию, после чего поступил Московскую духовную академию.
9 января 1978 года в Жировичском монастыре пострижен в монашество с именем Стефан в честь первомученика и архидиакона Стефана. 18 февраля возведён в сан иеродиакона, 6 ноября — в сан иеромонаха.
В 1979 году окончил Московскую духовную академию со степенью кандидата богословия за работу «Сравнительный анализ разночтений Триоди Постной издания Патриархов Иосифа, Никона и Сергия (Недели подготовительные к Великому посту)».
После этого вернулся в Жировичский монастырь, где нёс послушание благочинного.
9 января 1981 года был возведён в сан архимандрита.
6 июля 1989 года решением Священного Синода назначен ректором Минской духовной семинарии.
13 сентября 1989 года назначен членом Комиссии Священного Синода по вопросам издательства и церковной печати.

### Архиерейство
16 февраля 1990 года постановлением синода Белорусского экзархата определён быть епископом Пинским и Лунинецким. Решение было утверждено 19 февраля 1990 года Священным синодом Русской православной церкви.
4 марта 1990 года в Свято-Духовом кафедральном соборе Минска состоялось его наречение во епископа Пинского и Лунинецкого, которое совершили Патриарший Экзарх всея Беларуси митрополит Минский и Гродненский Филарет (Вахромеев), архиепископ Могилёвским и Мстиславский Максим (Кроха), епископ Брестский и Кобринский Константин (Хомич) и епископ Полоцкий и Витебский Димитрий (Дроздов).
25 февраля 2000 года в Богоявленском соборе в Москве патриархом Алексием II возведён в сан архиепископа.
4 апреля 2019 года Священный синод Русской православной церкви, рассмотрев прошение архиепископа Стефана о почислении его на покой в связи с достижением 75-летия, благословил продолжить управление Пинской епархией.
Скончался 22 апреля 2022 года на 79-м году жизни. Похоронен на территории Жировичского монастыря 26 апреля.

## Награды
- Орден преподобного Сергия Радонежского III степени
- Орден преподобного Сергия Радонежского II степени
- Орден святого благоверного князя Даниила Московского II степени
- Орден преподобного Серафима Саровского II степени[7]
- Почётный гражданин Брестской области[8]